# Kostelec
Kostelec este un sat din Districtul Hodonín din sudul Regiunii Moravian, din Cehia.
Municipiul este întins pe o suprafață de 5,08 kilometri pătrați, și are o populație de 808 (la data de 1 ianuarie 2008).
Satul este amplasat la aproximativ 20 de kilometri nord de Hodonín, la 44 kilometri sud-est de Brno și la 230 kilometri sud-est de Praga.
1. ↑  Malý lexikon obcí České republiky - 2017, accesat în 28 august 2018
2. ↑  Registr územní identifikace, adres a nemovitostí[*] Verificați valoarea |titlelink= (ajutor);